# Eduardo Arias Robledo
Eduardo Arias Robledo (Manizales, Caldas, 28 de enero de 1918 - Bogotá, 30 de enero de 1983) abogado y economista colombiano. Fue Gerente del Banco de la República.
Estudió la carrera de Economía en la Universidad Pontificia Bolivariana Ha sido: diputado a la Asamblea de Antioquia; miembro del Concejo de Medellín; Gerente de F.L. Moreno y Cía.; Secretario de hacienda de Medellín en 1948 y del departamento de Antioquia en 1950; Subgerente del Banco de la República entre 1951 y 1957; Gerente General de la Caja Agraria entre 1957 y 1959; Gerente General del Banco Central Hipotecario, de 1959 a 1960; Gerente General del Banco de la República. desde  1961 a 1969. Por Colombia asistió como gobernador a varias asambleas del Fondo Monetario Internacional y del Banco Internacional de Reconstrucción y Fomento. Miembro del Comité Nacional de Cafeteros y del Instituto Nacional de Mercadeo Agrícola IDEMA. Autor de “Modificaciones Convencionales a la Responsabilidad”, tesis de grado laureada y “Derecho Minero Colombiano”, escrita en colaboración con el Doctor Gerardo Arias Mejía. Condecorado con: la Orden de Vasa en el Grado de Caballero, Suecia; La Orden al Mérito de la República Italiana; La encomienda de número del Mérito Civil del gobierno español y la Gran Cruz de San Silvestre Papa, otorgada por Su Santidad Pablo VI, en reconocimiento a los servicios prestados durante la celebración de XXXIX Congreso Eucarístico Internacional de Bogotá en 1968.